# Domenico Cuciniello
Domenico Cuciniello (Resina, 11 settembre 1780 – Napoli, 19 ottobre 1840) è stato un architetto, litografo, ingegnere ed editore italiano.
Fu il fratello dell'architetto Ciro Cuciniello, e, pertanto, lo zio del drammaturgo Michele Cuciniello.

## Biografia
Come prima opera fu curatore di una pubblicazione didattica contenente ventiquattro tavole, degli Elementi di paesaggio ricavati dalle opere di Cristoforo Kniep. Disegnati da C.zo de Angelis. Pubblicati e litografati da Domenico Cuciniello (1823). Venne iniziata da Kniep nella capitale austriaca (1811), dapprima intitolata Grundlinien der Landschaftzeichnung, e seguita dall'incisore L. F. Kaiser, ma fu interrotta alla quindicesima tavola (1819), quindi Cuciniello si assicurò i diritti del testo, portando per primo in Italia l'interesse per la didattica artistica.
Studioso di meccanica dei fluidi, compì diversi viaggi tra la Francia e l'Inghilterra (1839) per aggiornarsi sulle esperienze nelle nuove tecniche per le opere pubbliche. Nel 1832 fu dentro la commissione tecnica diretta da Carlo Afan de Rivera, del Corpo di Ponti e Strade del Regno, per l'elaborazione dei progetti per il porto militare a Napoli. Iniziato da Cuciniello e da Stefano Gasse (1836), che morì di lì a poco, sotto il loro mandato venne costruito il molo "San Vincenzo", come principale sistema di difesa, che permise la creazione dei bacino Beverello, attracco per il trasporto bellico marittimo. A seguito di questo lavoro, fu contattato per la direzione e progettazione di un nuovo porto militare, a Livorno, i cui lavori effettivi furono poi continuati da altri. Fu anche progettista di opere effimere.